# 维莱特德维埃纳
维莱特德维埃纳（法語：Villette-de-Vienne，法語發音：[vilɛt də vjɛn]，意为“维埃纳的维莱特”）是法国伊泽尔省的一个市镇，属于维埃纳区。

## 地理
维莱特德维埃纳（45°35'19"N, 4°54'52"E）面积11.03 平方千米，位于法国奥弗涅-罗讷-阿尔卑斯大区伊泽尔省，该省份为法国东南部内陆省份，北起顺时针与安省、萨瓦省、上阿尔卑斯省、德龙省、阿尔代什省、卢瓦尔省和罗讷省。
与维莱特德维埃纳接壤的市镇（或旧市镇、城区）包括：马雷讷、沙波奈、锡芒德尔、许泽勒、吕济奈、塞尔派兹。

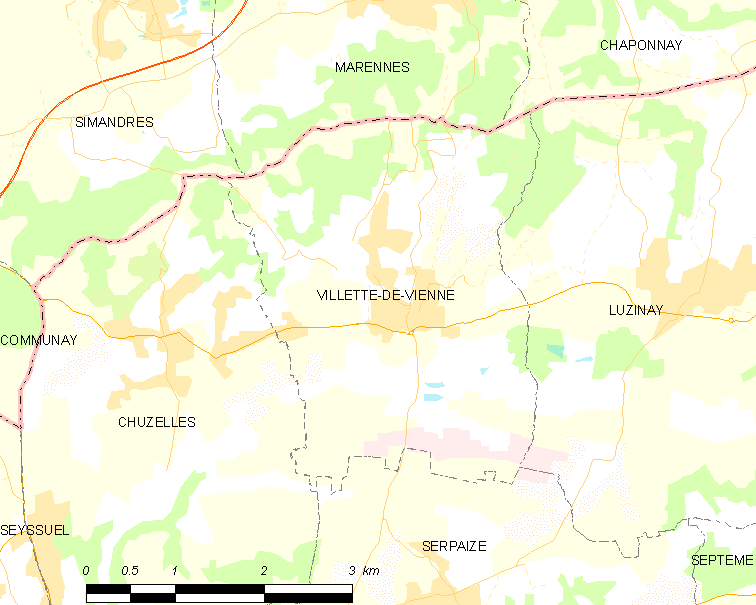
维莱特德维埃纳的OSM定位图

维莱特德维埃纳的时区为UTC+01:00、UTC+02:00（夏令时）。

## 行政
维莱特德维埃纳的邮政编码为38200，INSEE市镇编码为38558。

## 政治
维莱特德维埃纳所属的省级选区为维埃纳第一县。

## 人口

1962-2008年间维莱特德维埃纳人口变化图示

维莱特德维埃纳于2022年1月1日时的人口数量为1979人。